# Тарабин, Дмитрий Сергеевич
Дмитрий Сергеевич Тара́бин (род. 29 октября 1991, Берлин) —  российский легкоатлет, специализирующийся в метании копья.

## Биография
Дмитрий родился в семье советского офицера, служившего в Германии. Семья вернулась на родину, в Приднестровье. В школьные годы занимался многими видами спорта — бокс, теннис, бейсбол.
Занимался в Тирасполе в СДЮШОР № 2 имени В. Долгина под руководством тренера высшей квалификационной категории Моисеенко Александра Игоревича. Выступал за сборную Молдавии по лёгкой атлетике и является рекордсменом Молдавии по метанию копья. (74,78 м.)
После окончания школы переехал в Москву, где стал тренироваться у Михаила Михеева. Чемпион России 2013 года.
На чемпионате мира 2011 года в Тэгу с результатом 79.06 м был 10-м.
Из-за травм не попал на Олимпиаду 2012 года в Лондоне.
Бронзовый призёр чемпионата мира 2013 года в Москве с результатом 86,23 м.

## Личная жизнь
Женат на Марии Абакумовой — российской копьеметательнице, чемпионке мира 2011 годаОтец четверых детей - двух девочек-близняшек: Миланы и Киры, которые родились 17 июня 2014 года и двух сыновей 2018 и 2023 годов рождения.
Младший брат Максим Тарабин также спортсмен.